# Programa d'Uganda
El programa d'Uganda va ser una iniciativa perquè el poble jueu s'establís a les colònies britàniques de l'Àfrica oriental.

## La proposta original
La primera proposta va partir de Joseph Chamberlain, secretari colonial britànic, que l'any 1903 la va presentar al grup sionista de Theodor Herzl com a resposta als pogroms de Rússia; els oferia un territori de tretze mil quilòmetres quadrats de l'altiplà de Mau, que avui forma part de Kenya, amb la voluntat que servís de refugi per evitar la persecució del poble jueu.
La idea es va presentar el mateix any 1903 al sisè congrés sionista, celebrat a Basilea, i va obrir un debat encès entre els que consideraven que aquest territori seria "l'antesala de la Terra Promesa" i un "Nachtasyl" (refugi nocturn temporal) i els que tenien por que acceptar aquesta oferta fes més difícil la creació d'un Estat jueu a Palestina. La delegació russa s'hi va oposar amb contundència, però tot i així la proposta es va aprovar amb 295 vots a favor, 177 en contra i 132 abstencions.
L'any següent una delegació de tres membres es va desplaçar a la zona per inspeccionar-la. L'altura de l'indret li donava un clima temperat, apte perquè s'hi instal·lés un poble europeu, però una part del territori estava plena de lleons i altres criatures salvatges; a més, hi havia una abundant població massai que no semblava gaire receptiva a la possibilitat de compartir el seu territori.
Després d'analitzar l'informe, l'any 1905 el setè congrés sionista va declinar l'oferiment per una àmplia majoria, recalcant que "qualsevol intent d'implantació fora de la Terra d'Israel va contra els principis aprovats a Basilea". La majoria del moviment sionista considerava el projecte una traïció a la Terra d'Israel, única pàtria del poble jueu, però una minoria el defensava amb l'argument que calia establir un Estat jueu fos on fos, no necessàriament a la Terra Promesa. Els defensors d'aquestes idees es van escindir de l'Organització Sionista Mundial i van crear l'Organització Territorialista Jueva; una minoria dels seus membres es van instal·lar a Kenya —la majoria en centres urbans—, on encara queden algunes famílies.

## L'oferta de Churchill
Durant la Segona Guerra Mundial, Winston Churchill va recuperar la proposta amb la intenció de crear un refugi per als jueus que fugien dels nazis, però en aquell moment les organitzacions sionistes ja estaven fermament decidides a establir-se a Palestina, i tenien por que acceptar la proposta afebliria els seus intents de convèncer el govern britànic perquè eliminés les restriccions a l'emigració de jueus al Mandat Britànic de Palestina.